# 859
| [ Edytuj tabelę ]          |                                               |
| Król Anglii                | - 858 Ethelbald 860                           |
| Hrabia Aragonii            | - 844 Galindo I Aznárez 867                   |
| Król Asturii               | - 850 Ordoño I 866                            |
| Hrabia Barcelony           | - 858 Humfryd 864                             |
| Cesarz Bizancjum           | - 842 Michał III Metystes 867                 |
| Chan Bułgarii              | - 852 Borys I Michał 889                      |
| Cesarz Chin                | - 846 Tang Xuanzong 859 - 859 Tang Yizong 873 |
| Książę Czech               | - 850 Gościwit 870                            |
| Król Franków wschodnich    | - 855 Ludwik II Niemiecki 875                 |
| Król Franków zachodnich    | - 843 Karol II Łysy 877                       |
| Cesarz Japonii             | - 858 Seiwa 876                               |
| Kalif                      | - 847 Al-Mutawakkil 861                       |
| Król Khmerów               | - 850 Dżajawarman III 877                     |
| Patriarcha Konstantynopola | - 858 Focjusz I Wielki 867                    |
| Król Mercji                | - 852 Burgred 874                             |
| Król Nawarry               | - 851 García Íñiguez 880                      |
| Król Nortumbrii            | - 848 Osbert 863                              |
| Papież                     | - 858 Mikołaj I 867                           |
| Cesarz rzymski             | - 850 Ludwik II 875                           |
| Książę Saksonii            | - 844 Ludolf 866                              |
| Król Szkocji               | - 858 Donald I 862                            |
| Doża Wenecji               | - 837 Pietro Tradonico 864                    |
| Książę wielkomorawski      | - 846 Rościsław 870                           |

Rok 859 / DCCCLIX
stulecia: VIII wiek ~
IX wiek ~
X wiek

lata: 849 «
854 «
855 «
856 «
857 «
858 «
859
» 860
» 861
» 862
» 863
» 864
» 869

## Wydarzenia
- Afryka
  - rozpoczęto budowę Meczetu Al-Karawijjin w Fezie.
- Europa
  - Normanowie spustoszyli Nawarrę

## Urodzili się
- Ali ibn Isa ibn al-Dżarrah, perski urzędnik kalifatu Abbasydów, wezyr (zm. 1 sierpnia 946)